# Gösta Magnusson
Pour les articles homonymes, voir Magnusson.
Gösta Magnusson, né le 13 septembre 1915 à Örebro et mort le 25 novembre 1948 à Örebro, est un haltérophile suédois.

## Palmarès

### Jeux olympiques
- Londres 1948
  -  Médaille de bronze en moins de 82,5 kg.

### Championnats d'Europe
- Londres 1948
  -  Médaille d'or en moins de 82,5 kg.